# Карл Карлсон
Карл Карлсон је измишљени лик из анимиране телевизијске серије Симпсонови. Карл није само Хомеров колега са посла у Спрингфилдској нуклеарној електрани већ један од његових најбољих пријатеља од детињства и воли да себе зове „урбани Лени“.